# Wasserturm Flensburg-Mürwik
Der Wasserturm Flensburg-Mürwik (Mürwiker Wasserturm) steht auf einer Anhöhe im Volkspark auf der Ostseite der Flensburger Förde im Stadtteil Fruerlund, welcher häufig zum Stadtteil Mürwik hinzugerechnet wird. Der Wasserturm ist im Sommer auch als Aussichtsturm zugänglich und ermöglicht einen Ausblick auf die Förde und die Stadt Flensburg bis nach Dänemark. Der Wasserturm gilt als Wahrzeichen des Ostufers der Stadt und ist als ein Kulturdenkmal des Stadtteils Fruerlund geschützt.

## Bauwerk
Der trichterförmige Bau des Architekten Fritz Trautwein zeigt keine Ähnlichkeit mehr mit traditionellen Wassertürmen und bekam von den Flensburgern wegen seiner Form den Spitznamen Blumenvase.
Der Baukörper beginnt unten mit einem vergleichsweise kleinen kreisrunden Grundriss, schnürt sich nach oben zunächst ein, um sich dann trichterförmig auszubreiten bis zu einem Durchmesser von 24 Metern. In 26 m Höhe befindet sich eine umlaufende Aussichtsgalerie. Oberhalb der Galerie verjüngt sich das türkisfarbene Bauwerk wieder und endet mit einem sehr flachen Kegeldach. Eine vertikale Gliederung erfolgt durch 18 weiß gestrichene, nach außen vorkragende Stahlbetonstützen. Sie haben die Form eines Parabelabschnitts und tragen die gesamte Konstruktion.
Im Zentrum des Turms befindet sich ein Fahrstuhlschacht für die Besucher der Aussichtsgalerie. Alternativ zum Aufzug führt auch eine Treppe nach oben. Der Wasserbehälter beginnt unterhalb der Galerie und setzt sich nach oben bis unter das Dach fort. Er hat ein Fassungsvermögen von 1500 m³. Es handelt sich um einen Beton-Doppelbehälter mit der Grundform eines Intze-Behälters. Der innere und der äußere Behälterteil können unabhängig voneinander befüllt werden, ein Vorteil bei Reparatur- und Wartungsarbeiten.

## Zur Baugeschichte
Infolge der Bevölkerungszunahme nach dem Zweiten Weltkrieg wurde die Ostseite der Förde stärker bebaut. Mit der unter der Förde verlaufenden Dükerleitung, von der Westseite zur Ostseite der Förde, konnte die Wasserversorgung durch den Alten Wasserturm an der Mühlenstraße nicht auf Dauer sichergestellt werden. Der Wasserdruck auf der Ostseite war zu gering. Zudem war der Behälter des Alten Wasserturms zu klein. Bei einem Ausfall der Pumpen leerte er sich innerhalb von nur zwanzig Minuten. Anfang der 1960er Jahre wurde deshalb beschlossen, für das Ostufer einen neuen Wasserturm zu errichten. Es gab zu dieser Zeit schon Technologien, die eine Wasserversorgung mit konstantem Druck auch ohne Wasserturm ermöglichten. Ein Turmbau hatte jedoch den Vorteil, dass auch bei Stromausfall für Stunden die Versorgung mit gleichbleibendem Wasserdruck gewährleistet war.
Die Höhe des Wasserbehälters musste mit ca. 76 m ü. NN an die Behälterhöhe des Alten Wasserturms auf der Westseite der Förde angepasst werden, da beide Türme in das gleiche Netz einspeisten. Als Standort bot sich eine Anhöhe im Süden des Stadtteils Mürwik, bei Fruerlund, an, die eine Höhe von ungefähr 47 m ü. NN besaß und den höchsten Punkt des Ballastberges darstellte.
Nach einem Architektenwettbewerb betraute die Stadt den Hamburger Architekten Fritz Trautwein (1911–1993) mit dem Bau. Er entwarf unter anderem die Grindelhochhäuser und den Fernsehturm in Hamburg. Die Bauausführung lag bei der Philipp Holzmann AG. Seit dem 26. September 1961 erfolgten zunächst Probefüllungen. Im November 1961 ging der neue Wasserturm schließlich in Betrieb. Die Baukosten betrugen 970.000 DM. Erst 1981 ersetzte der neue Wasserturm auch den Mürwiker Marine-Wasserturm, der bis dahin die Marineschule Mürwik separat versorgte.
Im Jahr 2010 wurde der Turm restauriert. Die Glasscheiben, der Boden der Außenplattform sowie der Anstrich wurden erneuert. Im unteren Bereich des Wasserturms befindet sich heute eine Ausstellung zu seiner Geschichte.

## Nutzung als Aussichtsturm

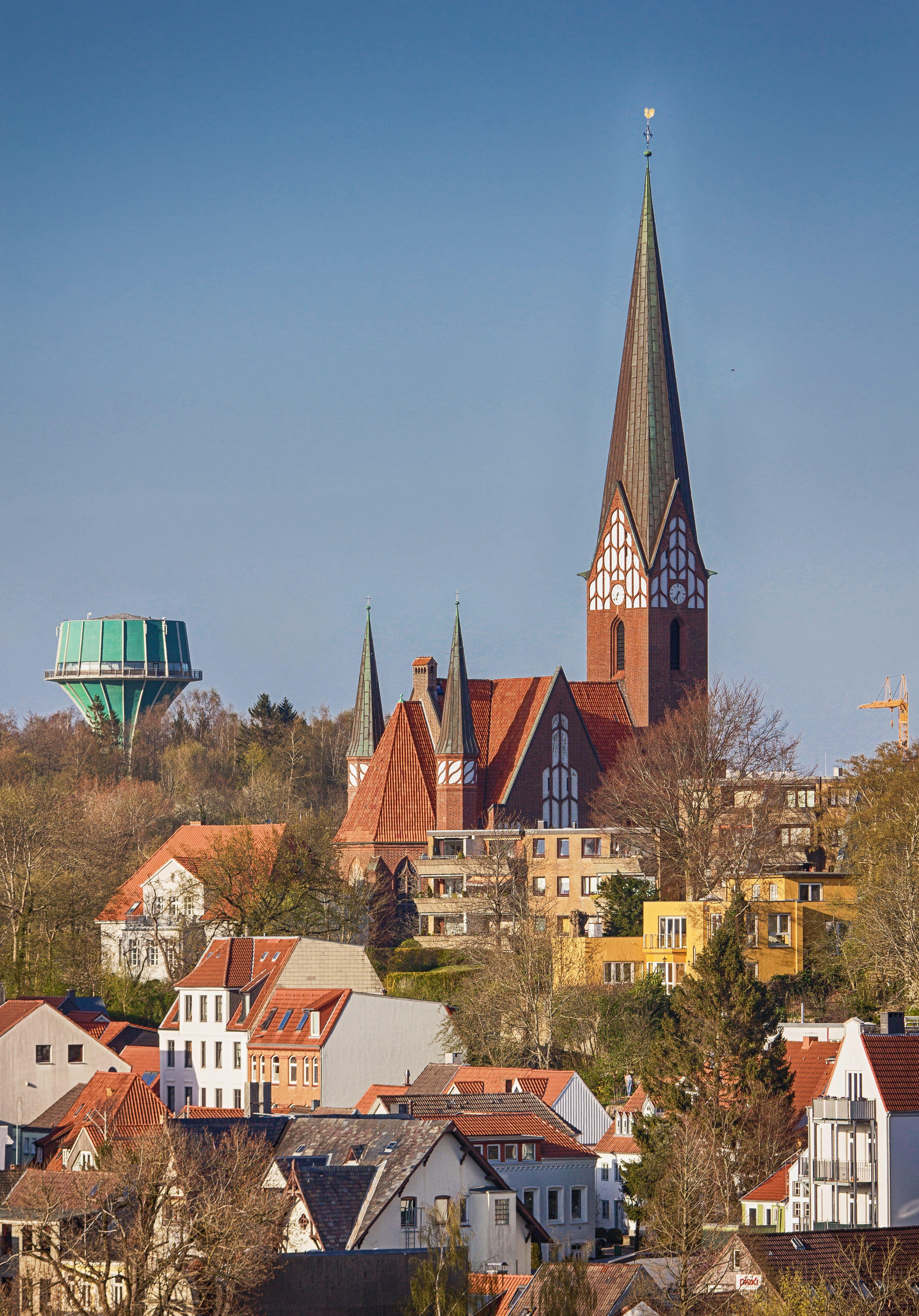
Der Wasserturm hinter der St. Jürgen Kirche gesehen aus der Innenstadt

Von Anfang Mai bis Ende September kann der Wasserturm besichtigt werden. Er dient als Aussichtsturm. Der Wasserturm ist der einzige betriebene Wasserturm Schleswig-Holsteins, der eine Außenplattform für Besucher hat.
Vom Wasserturm aus ist der unterhalb liegende Volkspark zu sehen. In der Ferne sind die Marineschule Mürwik mit dem Marine-Wasserturm sowie der Alte Wasserturm zu erkennen. Außerdem sind die Nikolaikirche, die Marienkirche, die St. Jürgen-Kirche sowie die katholische Kirche St. Marien Schmerzhafte Mutter zu entdecken. Auch ein Teil der Flensburger Förde mit dem dänischen Ufer ist zu sehen. Der Hafenbereich der Stadt ist nur teilweise erkennbar. Weitere Bauwerke, die man erkennen kann, sind: das Alte Museum, das Flensburger Rathaus, der nördliche Zombeck-Turm beim Trollseeweg (Trollturm Nord), die Flensburger Werft, die Stadtwerke Flensburg, die Waldschule und die Goethe-Schule. An verschiedenen Stellen der Stadt sind Windräder zu erkennen. Auch die Bergmühle ist deutlich erkennbar, ebenso der nahegelegene Stadtteil Fruerlund.
Besucht wird der Turm insbesondere von Schulklassen und Kindergärten. Auch Familien und Hochzeitspaare nutzen häufig das Angebot.

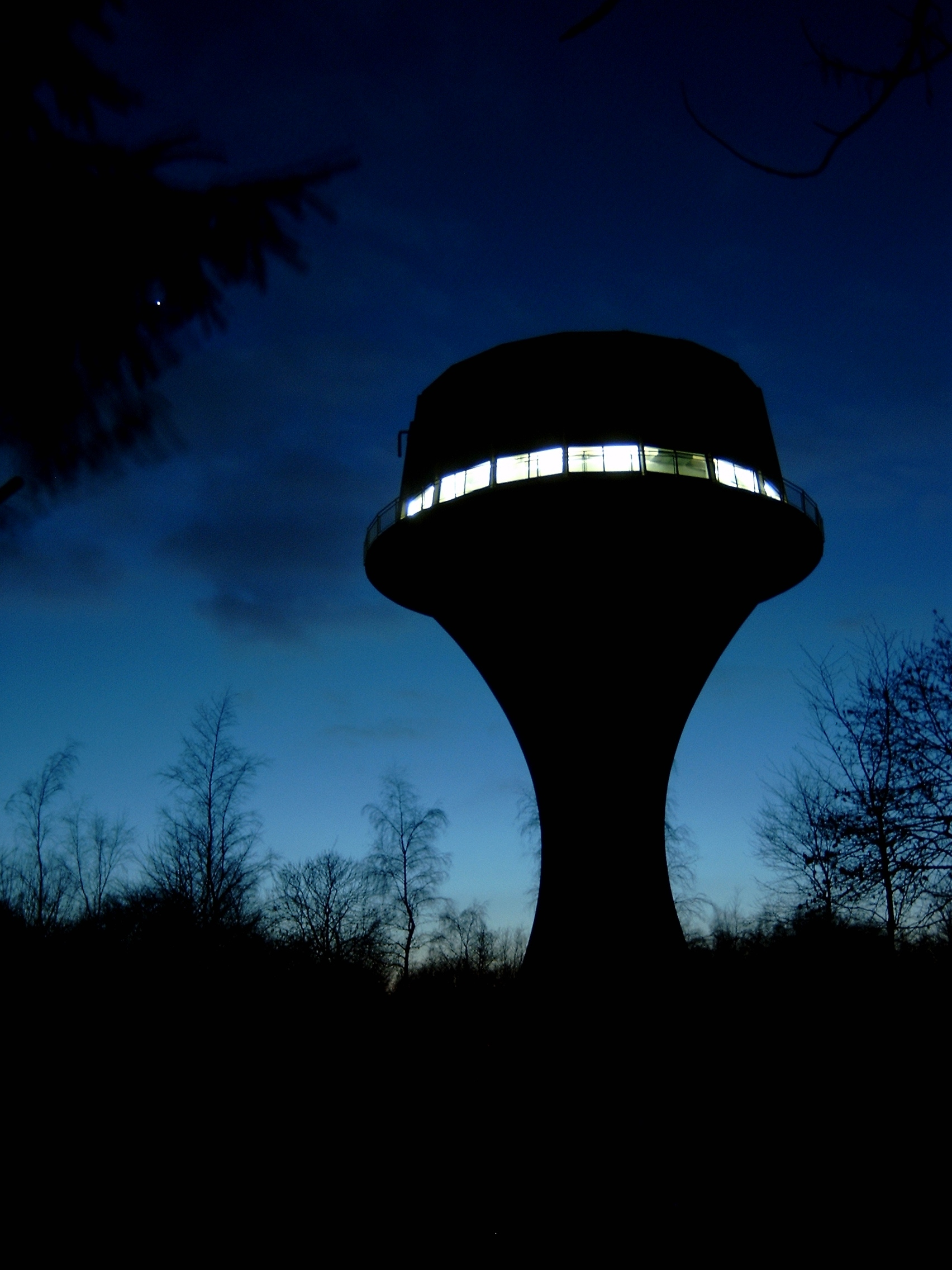
Der Wasserturm zur Nacht.

## Verschiedenes
- 2015 und 2016 übernahm der Selbsthilfe-Bauverein die Eintrittskosten von einem Euro, weshalb der Zutritt in dieser Zeit kostenlos war.[15] Der Turm wird während der Öffnungszeiten auch als Verkaufsstelle von Speiseeis genutzt.
- Ein Flensburger Gedicht aus der Zeit nach dem Bau des Turms lobpreist ihn mit den Worten: „Denkt, wenn’s im Turm nicht rauschen wollt’, müsst’ Mutter jeden Morgen — ganz unten auf dem Nordermarkt beim Neptun Wasser borgen! [...] Denkt, dieser Turm gibt Wasser her für viele tausend Leute! — Doch Neptun zeigt ihm Tag und Nacht gekränkt die Hinterseite.“ Der Neptunbrunnen wird von Häusern verdeckt, die im Gedicht beschriebene Ausrichtung stimmt ansonsten.[16]
- Am 1. April 2015 behauptet die MoinMoin, dass der Wasserturm in Absprache mit dem SBV sandfarben gestrichen werden solle. Auf dem Dach solle ein Panoramacafé entstehen und Freeclimbing erlaubt werden. Es handelte sich um einen Aprilscherz.[17]